# Боков, Пётр Иванович (строитель)
Пётр Ива́нович Бо́ков (род. 17 июня 1941, деревня Звизжи, Смоленская область) — советский и российский строитель, менеджер. Генеральный директор Строительно-промышленного акционерного общества «Среднеуральское управление строительства» (1996—2002). Заслуженный строитель Российской Федерации. Почётный гражданин города Новоуральска (2001).

## Биография
Родился 17 июня 1941 года в деревне Звизжи Дзержинского района (ныне — Калужской области).
После неудачной попытки поступления в геологоразведочный институт пошёл работать штукатуром-маляром. Через два года поступил в Московский инженерно-строительный институт в группу при кафедре строительства ядерных установок.
Окончив институт в 1965 году по специальности «Промышленное и городское строительство», был направлен на работу в воинскую часть № 08358 города Державинск Целиноградской области, где начал карьеру мастером и закончил прорабом на строительстве объектов ракетного комплекса.
В июле 1968 года был переведён в Новоуральск в Среднеуральское управление строительства на должность старшего инженера СМУ-2. В 1970 году был назначен начальником планового отдела Управления отделочных работ, в 1973 году — главным инженером СМУ-4. В 1974—1983 годах был начальником СМУ-4, в 1983—1986 годах — начальником СМУ-1.
В 1986—1996 годах работал начальником Среднеуральского управления строительства, в 1996—2002 годах — генеральным директором строительно-промышленного общества «Среднеуральское управление строительства».

## Награды
- Орден «Знак Почёта»
- Медаль «За освоение целинных земель»
- Юбилейная медаль «За доблестный труд (За воинскую доблесть). В ознаменование 100-летия со дня рождения Владимира Ильича Ленина»
- Медаль «За трудовую доблесть»

## Почётные звания
- Заслуженный строитель Российской Федерации
- Почётный гражданин города Новоуральска («за многолетний добросовестный труд, большой личный вклад в развитие города»; 1991)

### Интервью
- Стрельцова Елена. Стройку ждут большие перемены: [Интервью с генеральным директором концерна «СУС» Петром Боковым] // Нейва. — 1999. — № 40 (20 мая). — С. 2.
- Стрельцова Елена. Жить — это значит строить: [Интервью с генеральным директором концерна «СУС» Петром Боковым] // Нейва. — 2000. — № 65 (10 августа). — С. 2.

### Статьи
- Боков Пётр Иванович: [Представление кандидата в депутаты городского органа власти] // Нейва. — 1994. — № 26 (8 апреля). — С. 2, 3.
- Ермакова Л. Двое: продолжаем рубрику // Нейва. — 1995. — № 45 (16—23 июня). — С. 1.
- Волков В. Вся жизнь — в поиске: [О генеральном директоре СПАО СУС П. И. Бокове] // Нейва. — 2001. — № 49 (19 июня). — С. 16.
- Стрельцова Е. «Самое главное, чтобы мы дольше встречались»: [О присвоении звания «Почетный гражданин города Новоуральска» П. Бокову, Н. Фоменко, В. Баженову] // Нейва. — 2001. — № 23 (20 марта). — С. 1.
- Стрельцова Е. «Стройка» осталась без генерального: [О добровольной отставке ген. директора СПАО СУС П. Бокова] // Нейва. — 2002. — № 9 (31 января). — С. 1.
- Боков Пётр Иванович // Город в лицах: почётные граждане г. Новоуральска: Библиографический словарь-справочник / Сост. Л. С. Копаруллина, Ю. В. Стармоусова; Отв. за выпуск и ред. А. И. Чорний. — Новоуральск: Центральная публичная библиотека, 2007.